# 藻 (イラストレーター)
藻（も）は、日本のイラストレーターである。
別名「北田藻」。
ライトノベルの挿絵を手掛けている。

## 作品一覧

### イラスト
- 『ソード・ワールド2.5リプレイ 水の都の夢みる勇者』（著：河端ジュン一・グループSNE、富士見ドラゴンブック〈KADOKAWA〉）[3]
- 『加護なし令嬢の小さな村 〜さあ、領地運営を始めましょう!〜』（著：ぷにちゃん、カドカワBOOKS〈KADOKAWA〉）[4]
- 『二度追放された魔術師は魔術創造〈ユニークメイカー〉で最強に』（著：ailes、MFブックス〈KADOKAWA〉）[5]
- 『転生したら小魚だったけど龍になれるらしいので頑張ります』（著：真打、ドラゴンノベルス〈KADOKAWA〉）[6]
- 『転生幼女はあきらめない』（著：カヤ、サーガフォレスト〈一二三書房〉）[7]
- 『転生貴族の異世界冒険録 〜自重を知らない神々の使徒〜』（著：夜州、サーガフォレスト〈一二三書房〉）[8][注釈 1]
- 『転生大聖女、実力を隠して錬金術学科に入学する 〜もふもふに愛された令嬢は、もふもふ以外の者にも溺愛される〜』（著：白石新、オーバーラップノベルスf〈オーバーラップ〉）[9]
- 『追放の賢者、世界を知る 〜幼馴染勇者の圧力から逃げて自由になった俺〜』（著：深山鈴、Kラノベブックス〈講談社〉）[10]
- 『八歳から始まる神々の使徒の転生生活』（著：えぞぎんぎつね、GAノベル〈SBクリエイティブ〉）[11]
- 『ヘルモード 〜やり込み好きのゲーマーは廃設定の異世界で無双する〜』（著：ハム男、アース・スターノベル〈アース・スター エンターテイメント〉）[12]
- 『転移先は薬師が少ない世界でした』（著：饕餮、レジーナブックス〈アルファポリス〉）[13]
- 『のんべんだらりな転生者〜貧乏農家を満喫す〜』（著：咲く桜、Mノベルス〈双葉社〉）[14]
- 『へっぽこ幼女薬師はもふもふ神獣と仲良しなので最強です』（著：友野紅子、ベリーズファンタジー〈スターツ出版〉）[15]
- 『先日助けていただいたNPCです 〜年上な奴隷エルフの恩返し〜』（著：秀章、ガガガ文庫〈小学館〉）[16]
- 『Mebius World Online 〜ゲーム初心者の真里姉が行くVRMMOのんびり?体験記〜』（著：風雲空、HJノベルス〈ホビージャパン〉）[17]
- 『彼女は窓からやってくる。 異世界の終わりは、初恋の続き。』（著：さちはら一紗、ダッシュエックス文庫〈集英社〉）[18]